# 이데구치 준
이데구치 준(일본어: 井手口 純, 1979년 5월 14일 ~ )는 일본의 전 축구 선수이다.

## 구단 경력
과거 요코하마 F. 마리노스, 콘사돌레 삿포로, 쇼난 벨마레, 산프레체 히로시마, 사간 도스, 도쿠시마 보르티스에서 활동하였다.

## 국가대표팀 경력
그는 1995년 FIFA U-17 세계 축구 선수권 대회에 참가할 일본 U-17 국가대표팀에 선발되었으나 경기에 출전하지는 못하였다.